# Blackened
Blackened (с англ. Почерневший) — первая песня с четвёртого студийного альбома американской метал-группы Metallica ...And Justice for All, выпущенного в 1988 году. Песня была написана вокалистом и ритм-гитаристом Джеймсом Хетфилдом, барабанщиком Ларсом Ульрихом и басистом Джейсоном Ньюстедом, который впервые принял участие в сочинении песни для Metallica. Песня является одной из самых быстрых и агрессивных в репертуаре группы, и содержит социально-критический текст о гибели Земли из-за человеческой деятельности.

## Музыка и текст
Песня начинается с тихого вступления, которое является обратным проигрыванием гитарных аккордов, записанных Хетфилдом. Затем следует быстрый и тяжёлый рифф, сопровождаемый двойной бочкой Ульриха. Песня имеет сложную структуру, с несколькими сменами темпа и размера. В середине песни есть инструментальная секция, в которой Ньюстед играет на бас-гитаре с использованием дисторшна и вау-вау-педали, создавая звук, похожий на сирену. После этого следует соло гитариста Кирка Хэмметта, которое также сопровождается дисторшном и вау-вау-педали. Песня заканчивается риффом, который повторяется несколько раз, пока не затухает.
Текст песни рассказывает о том, как человечество уничтожает планету своими действиями, такими как загрязнение, ядерное оружие и глобальное потепление. Хетфилд поёт о том, что Земля становится чёрной и холодной, и что нет надежды на восстановление. Он также использует слово "blackened" в качестве метафоры для того, что человечество лишается своей души и совести. В припеве он поёт: "Fire / To begin whipping dance of the dead / Blackened is the end / To begin whipping dance of the dead / Color our world blackened".

## История и рецепция
Песня была выпущена в 1988 году в качестве первого трека с альбома "...And Justice for All", который стал первым альбомом Metallica, получившим номинацию на премию Грэмми в категории "Лучшее хард-рок/метал-исполнение". Песня также была выпущена в качестве промо-сингла, но не вошла в чарты. Песня получила положительные отзывы от критиков и фанатов, которые хвалили её за свою скорость, техничность и мощь. По словам Хэмметта, песня была одной из самых сложных для исполнения вживую, и группа репетировала её много раз, прежде чем сыграть её на концерте. Песня стала одной из самых популярных и часто исполняемых песен Metallica, и входит в сет-листы многих их туров.